# Новий Гай (Лодзинське воєводство)
Новий Гай (пол. Nowy Gaj) — село в Польщі, у гміні Гура-Свентей-Малгожати Ленчицького повіту Лодзинського воєводства.
Населення — 365 осіб (2011).
У 1975-1998 роках село належало до Плоцького воєводства.

## Демографія
Демографічна структура станом на 31 березня 2011 року:
|          | Загалом | Допрацездатний вік | Працездатний вік | Постпрацездатний вік |
| -------- | ------- | ------------------ | ---------------- | -------------------- |
| Чоловіки | 173     | 41                 | 105              | 27                   |
| Жінки    | 192     | 34                 | 103              | 55                   |
| Разом    | 365     | 75                 | 208              | 82                   |